# 9 d'abril
El 9 d'abril és el noranta-novè dia de l'any del calendari gregorià i el centè en els anys de traspàs. Queden 266 dies per a finalitzar l'any.

## Esdeveniments
Països Catalans
Resta del món
- 1413 - Enric V és coronat Rei d'Anglaterra.[1]
- 1767 - Espanya: es publica a Màlaga un ban ordenant l'expulsió immediata de tots els jesuïtes.
- 1833 - Peterborough (Nou Hampshire) (EUA): obre la primera biblioteca pública, finançada pels impostos locals, dels EUA, fundada per Abiel Abbot amb cent llibres.
- 1865 - Estats Units: Després de la victòria del General Ulysses S. Grant davant del General Robert E. Lee, a Appomattox, es rendeixen els exèrcits confederats. És el final de la Guerra de Secessió dels Estats Units.
- 1916 - Madrid: al Teatro Real, primera interpretació de Noches en los jardines de España, poema simfònic de Manuel de Falla.
- 1940 - Segona Guerra Mundial: Alemanya envaeix Dinamarca i Noruega.
- 1945 - Alemanya: El pastor i teòleg luterà Dietrich Bonhoeffer, membre de la resistència alemanya contra el nazisme és penjat al Camp de concentració de Flossenbürg.
- 1963 - Estats Units: es publica Strange Tales nº 110 on es produeix la primera aparició de Doctor Strange.
- 1973 - Israel llença l'operació Primavera de Joventut al Líban amb la finalitat d'assassinar importants dirigents de la OLP (com a reacció a la Massacre de Múnic).
- 1977 - Espanya: per sorpresa (era dissabte sant), el govern legalitza el PCE.
- 1989 - Tragèdia del 9 d'abril, a Tbilisi, Geòrgia: Una manifestació anti-Soviètica és esclafada per l'exèrcit roig.
- 1999 - És assassinat el president de Níger, Ibrahim Baré Maïnassara.
- 2003 - Bagdad (l'Iraq): les tropes dels Estats Units prenen el control la ciutat i inciten el poble a abatre, amb la seva ajuda, una colossal estàtua de Saddam Hussein.

## Naixements
Països Catalans
- 1888 - Lleida (el Segrià): Pius Font i Quer, botànic, farmacèutic i químic català (m. 1964).[2]
- 1906 - Palma, Mallorca: Catalina Valls Aguiló –Catina Valls–, actriu de teatre mallorquina i directora teatral (m. 1999).[3]
- 1916 - Barcelona: Juan-Eduardo Cirlot Laporta, poeta, crític d'art, hermeneuta, mitòleg i músic català (m. 1973).[4]
- 1916 - Badalona: Joan Forns i Jordana, més conegut amb el nom artístic de Li-Chang, il·lusionista català (m. 1998).[5]
- 1925 - Barcelona: Josefina Güell i Saumell, actriu catalana de teatre i cinema.[6]
- 1929 - Banyoles: Pere Verdaguer i Juanola, escriptor rossellonès (m. 2017).[7]
- 1958 - Vilanova i la Geltrú, el Garraf: Francesc Escribano i Royo, periodista i professor universitari català.[8]
- 1960 - Barcelona: Isabel Coixet, directora de cinema i guionista.[9]
- 1971 -
  - El Vendrell: Roser Pros-Roca, escriptora i periodista catalana.
  - Albacete: Fabiola Meco Tébar, advocada i política valenciana, ha estat diputada a les Corts Valencianes.
- 1972 - Sant Llorenç des Cardassar: Margalida Fullana Riera, ciclista mallorquina.
- 1983 - València: Carmina Verdú, gimnasta rítmica espanyola, membre de la selecciól.[10]
- 1988 - Vic, Osona: Blanca Bardagil, dramaturga, directora teatral i guionista catalana.

Resta del món
- 1598 - Guben, Branderburg (Alemanya): Johann Crüger, compositor alemany (m. 1662)[11]
- 1627 - Adorf (Alemanya): Johann Caspar von Kerll, organista i compositor alemany (m. 1693).[11]

- 1773 - Montreuil (Sena Saint-Denis)ː Marie Boivin, llevadora francesa, inventora, i escriptora sobre obstetrícia (m. 1841).[12]
- 1816 - Lusigny-sur-Barse (França): Charles-Eugène Delaunay, matemàtic i astrònom francès (m. 1872).[13]
- 1821 - París: Charles Baudelaire, poeta i crític francès.(m. 1867).[14]
- 1848 - Oldenburg: Helene Lange, política, pedagoga i feminista alemanya (m.1930).[15]
- 1865 - Prússia, Erich Ludendorff, militar alemany, general i segon oficial d'estat major (m. 1937).[16]
- 1906 - Marbella, Màlaga: Rafaela Aparicio, actriu teatral, televisiva i cinematogràfica espanyola (m. 1996).[17]
- 1908 - Skegness, Regne Unit: Elizabeth Allan, actriu britànica.
- 1912 - Saragossa: Martina Bescós García, primera cardiòloga espanyola (m. 2008).[18]
- 1921 - Hampton, Virgínia: Mary Jackson, matemàtica i enginyera aeroespacial nord-americana (m. 2005).[19]
- 1933 - Jean-Paul Belmondo, actor francès.
- 1944 - Haifa, aleshores Mandat Britànic de Palestina: Leila Khaled, activista política palestina.
- 1948 - Metz (França): Bernard-Marie Koltès, dramaturg francès.(m. 1989).[20]
- 1954 - Dennis Quaid, actor estatunidenc.[21]
- 1966 - Nova York: Cynthia Nixon, actriu de cinema, teatre i televisió coneguda sobretot per haver treballat a la sèrie Sex and the City.
- 1978 - Istanbul: Gizem Saka, pintora i economista turca.
- 1985 - Tim Bendzko, cantautor alemany.
- 1986 - Fort Worth, Texas, Estats Units: Leighton Meester, actriu i cantant estatunidenca.
- 1990 - Los Angeles, Califòrnia: Kristen Stewart, actriu estatunidenca de cinema i televisió.
- 1998 - Conyers. Geòrgia: Elle Fanning, actriu estatunidenca de cinema.

## Necrològiques
Països Catalans
- 1818 - Alella, Maresme: Agustí Canelles i Carreres, astrònom i matemàtic català (n. 1765).
- 1873 - Madrid, Espanya: Dionísia Fité, soprano catalana.
- 1938 - Burgos (Castella i Lleó): Manuel Carrasco i Formiguera, polític català, assassinat pels franquistes (n. 1890).[22]
- 1980 - València: Ascensión Chirivella Marín, primera llicenciada en Dret i col·legiada a Espanya (m. 1893).[23]
- 2015 - Barcelona: Xavier Vinader, periodista català (n. 1947).[24]
- 2017 - Madrid: Carme Chacón, política catalana, ha estat ministra d'Habitatge i ministra de Defensa del govern espanyol (n.1971).[25]

Resta del món
- 1492 - Careggi (Toscana): Llorenç de Mèdici, "Llorenç el Magnífic", mecenes, banquer, poeta i filòsof italià (n. 1449).[26]
- 1626 - Highgate, Londres: Francis Bacon, filòsof i estadista anglès.
- 1809 - Pontremoli (Itàlia): Alessandro Malaspina, oficial de l'Armada Espanyola d'origen italià (n. 1754).[27]
- 1904 - París (França): Isabel II, reina d'Espanya (n. 1830).
- 1916 - Frankfurt de l'Oder: Wilhelm Carl Friedrich Sauer, fabricant d'orgues alemany (n. 1831).
- 1930 - París: Rose Caron, cantant soprano (n. 1857).
- 1947 - Hamburg, Zona d'ocupació aliada a Alemanya: Carmen Mory, espia al servei de l'Alemanya nazi durant la Segona Guerra Mundial (n. 1906).[28]
- 1948 - Amsterdam: Eva Gerlach, poetessa i traductora neerlandesa.
- 1953 - Los Angeles, Estats Units: Hans Reichenbach, físic, lògic i un dels més importants filòsofs de la ciència del segle xx (n. 1891).[29]
- 1959 - Phoenix (Arizona, Estats Units): Frank Lloyd Wright, arquitecte estatunidenc considerat un dels principals mestres de l'Arquitectura Moderna (n. 1867).[30]
- 1963 - Tigre (Província de Buenos Aires, Argentina): Xul Solar, pintor argentí (n. 1887).
- 1964 - Kırıkhan, Turquia: Nuriye Ulviye Civelek, defensora dels drets de les dones turques i otomanes (n. 1893).
- 1974 - Estocolm: Vera Thulin, nadadora sueca que va competir als Jocs Olímpics d'Estiu de 1912 (n. 1893).
- 1997 - Nova York: Helene Hanff, escriptora estatunidenca (n. 1916).[31]
- 2001 - Ginebra, Suïssa: Graziella Sciutti, soprano italiana (n. 1927).[32]
- 2006 - Moscou (Rússia): Natàlia Tróitskaia, soprano russa (n. 1951).
- 2014 - Port-of-Spain (Trinitat i Tobago): Arthur Raymond Robinson, president de Trinitat i Tobago (n. 1926).
- 2021 - Castell de Windsor, Berkshire (Regne Unit)ː Felip d'Edimburg, rei consort de la reina Elisabet II del Regne Unit (n. 1921).[33]

## Festes i commemoracions
- Onomàstica: sants Maria de Cleofàs; Màxim d'Alexandria, bisbe; Demetri de Tessalònica, màrtir; Libori de Le Mans, bisbe; Casilda de Toledo, verge; Gauqueri d'Aurèlh, canonge i eremita; Hug de Rouen, bisbe i abat; Antonio Pavoni, màrtir dominic. A l'anglicanisme i el luteranisme: Dietrich Bonhoeffer, prevere i màrtir.